# Hellenic Football League 2015–16
Hellenic Football League 2015–16 là mùa giải thứ 63 trong lịch sử Hellenic Football League, một giải đấu bóng đá ở Anh.

## Premier Division
Premier Division gồm 20 đội bóng.
Có 5 đội bóng rời khỏi Premier Division trước mùa giải -
- Cheltenham Saracens – xuống hạng Division One West
- Holyport – xuống hạng Division One East
- Newbury – bỏ giải
- Reading Town – xuống hạng Division One East
- Shrivenham – xuống hạng Division One West

Có 5 đội bóng gia nhập Premier Division trước mùa giải -
- Brackley Town Saints – thăng hạng từ Division One East
- Longlevens - thăng hạng từ Division One West
- Lydney Town - thăng hạng từ Division One West
- Tuffley Rovers - thăng hạng từ Division One West
- Wokingham & Emmbrook - thăng hạng từ Division One East

Ngoài ra, Wootton Bassett Town đổi tên thành Royal Wootton Bassett Town.
Có 3 đội đăng ký lên hạng Bậc 4: Flackwell Heath, Kidlington and Thatcham Town.

### Bảng xếp hạng
| XH | Đội                        | Tr | T  | H  | T  | BT  | BB  | HS  | Đ  | Lên hay xuống hạng              |
| -- | -------------------------- | -- | -- | -- | -- | --- | --- | --- | -- | ------------------------------- |
| 1  | Kidlington (C) (P)         | 38 | 31 | 4  | 3  | 118 | 33  | +85 | 97 | Lên chơi tạiSFL Division One    |
| 2  | Thatcham Town              | 38 | 28 | 6  | 4  | 101 | 45  | +56 | 90 |                                 |
| 3  | Flackwell Heath            | 38 | 26 | 4  | 8  | 98  | 50  | +48 | 82 |                                 |
| 4  | Ascot United               | 38 | 23 | 7  | 8  | 75  | 42  | +33 | 76 |                                 |
| 5  | Brimscombe & Thrupp        | 38 | 21 | 4  | 13 | 75  | 60  | +15 | 67 |                                 |
| 6  | Thame United               | 38 | 19 | 7  | 12 | 58  | 46  | +12 | 64 |                                 |
| 7  | Highworth Town             | 38 | 19 | 5  | 14 | 85  | 49  | +36 | 62 |                                 |
| 8  | Binfield                   | 38 | 19 | 5  | 14 | 79  | 63  | +16 | 62 |                                 |
| 9  | Oxford City Nomads         | 38 | 18 | 5  | 15 | 65  | 64  | +1  | 59 |                                 |
| 10 | Longlevens                 | 38 | 18 | 2  | 18 | 64  | 70  | −6  | 56 |                                 |
| 11 | Highmoor Ibis              | 38 | 16 | 5  | 17 | 57  | 60  | −3  | 53 |                                 |
| 12 | Lydney Town                | 38 | 14 | 10 | 14 | 63  | 66  | −3  | 52 |                                 |
| 13 | Ardley United              | 38 | 16 | 2  | 20 | 68  | 75  | −7  | 50 |                                 |
| 14 | Bracknell Town             | 38 | 12 | 10 | 16 | 66  | 72  | −6  | 46 |                                 |
| 15 | Royal Wootton Bassett Town | 38 | 12 | 5  | 21 | 50  | 86  | −36 | 41 |                                 |
| 16 | Brackley Town Saints       | 38 | 10 | 5  | 23 | 62  | 90  | −28 | 35 |                                 |
| 17 | Tuffley Rovers             | 38 | 8  | 8  | 22 | 61  | 88  | −27 | 32 |                                 |
| 18 | Milton United (R)          | 38 | 6  | 9  | 23 | 45  | 95  | −50 | 27 | Xuống chơi tạiDivision One West |
| 19 | Abingdon United (R)        | 38 | 6  | 3  | 29 | 42  | 109 | −67 | 21 | Xuống chơi tạiDivision One West |
| 20 | Wokingham & Emmbrook (R)   | 38 | 3  | 4  | 31 | 37  | 106 | −69 | 13 | Xuống chơi tạiDivision One East |

Cập nhật đến ngày 20 tháng 4 năm 2016
Nguồn: Hellenic League, Non League Matters
Quy tắc xếp hạng: 1. Điểm; 2. Hiệu số bàn thắng; 3. Số bàn thắng.
(VĐ) = Vô địch; (XH) = Xuống hạng; (LH) = Lên hạng; (O) = Thắng trận Play-off; (A) = Lọt vào vòng sau. 
Chỉ được áp dụng khi mùa giải chưa kết thúc: 
(Q) = Lọt vào vòng đấu cụ thể của giải đấu đã nêu; (TQ) = Giành vé dự giải đấu, nhưng chưa tới vòng đấu đã nêu.

## Division One East
Division One East gồm 14 đội bóng.
Có 4 đội rời khỏi Division One East trước mùa giải -
- Brackley Town Saints – thăng hạng Premier Division
- Burnham reserves – bỏ giải
- Easington Sports – chuyển đến Division One West
- Wokingham & Emmbrook – thăng hạng Premier Division

Có 4 đội gia nhập Division One East trước mùa giải -
- Bicester Town – tái lập
- Holyport – xuống hạng từ Premier Division
- Reading Town – xuống hạng từ Premier Division
- Wantage Town reserves – chuyển từ Division One West

Ngoài ra, Woodley Town đổi tên thành Woodley United
Reading Town rút khỏi hạng đấu vào giữa mùa giải

### Bảng xếp hạng
| XH | Đội                     | Tr | T  | H | T  | BT | BB | HS  | Đ  | Lên hay xuống hạng           |
| -- | ----------------------- | -- | -- | - | -- | -- | -- | --- | -- | ---------------------------- |
| 1  | Penn & Tylers Green (C) | 24 | 18 | 4 | 2  | 72 | 12 | +60 | 58 |                              |
| 2  | Bicester Town           | 24 | 18 | 3 | 3  | 67 | 31 | +36 | 57 |                              |
| 3  | Henley Town (P)         | 24 | 14 | 4 | 6  | 63 | 37 | +26 | 46 | Lên chơi tạiPremier Division |
| 4  | Headington Amateurs     | 24 | 13 | 3 | 8  | 51 | 29 | +22 | 42 |                              |
| 5  | Rayners Lane            | 24 | 10 | 8 | 6  | 47 | 30 | +17 | 38 |                              |
| 6  | Chinnor                 | 24 | 11 | 5 | 8  | 47 | 35 | +12 | 38 |                              |
| 7  | Holyport                | 24 | 10 | 4 | 10 | 44 | 43 | +1  | 34 |                              |
| 8  | Finchampstead           | 24 | 8  | 8 | 8  | 41 | 31 | +10 | 32 |                              |
| 9  | Chalfont Wasps          | 24 | 5  | 7 | 12 | 38 | 64 | −26 | 22 |                              |
| 10 | Wantage Town Dự bị      | 24 | 6  | 4 | 14 | 30 | 58 | −28 | 22 |                              |
| 11 | Didcot Town Reserves    | 24 | 6  | 2 | 16 | 31 | 75 | −44 | 20 |                              |
| 12 | Old Woodstock Town      | 24 | 5  | 2 | 17 | 21 | 62 | −41 | 17 | Chuyển đến Division One West |
| 13 | Woodley United          | 24 | 4  | 2 | 18 | 20 | 65 | −45 | 14 |                              |

Cập nhật đến ngày 20 tháng 4 năm 2016
Nguồn: Hellenic League, Non League Matters
Quy tắc xếp hạng: 1. Điểm; 2. Hiệu số bàn thắng; 3. Số bàn thắng.
(VĐ) = Vô địch; (XH) = Xuống hạng; (LH) = Lên hạng; (O) = Thắng trận Play-off; (A) = Lọt vào vòng sau. 
Chỉ được áp dụng khi mùa giải chưa kết thúc: 
(Q) = Lọt vào vòng đấu cụ thể của giải đấu đã nêu; (TQ) = Giành vé dự giải đấu, nhưng chưa tới vòng đấu đã nêu.

## Division One West
Division One West gồm 14 đội bóng.
Có 4 đội rời khỏi Division One West trước mùa giải -
- Longlevens – thăng hạng Premier Division
- Lydney Town - thăng hạng Premier Division
- Tuffley Rovers - thăng hạng Premier Division
- Wantage Town reserves – chuyển đến Division One East

Có 4 đội gia nhập Division One West trước mùa giải -
- Cheltenham Saracens – xuống hạng từ Premier Division
- Easington Sports – chuyển từ Division One East
- Shrivenham – xuống hạng từ Premier Division

### Bảng xếp hạng
| XH | Đội                          | Tr | T  | H | T  | BT | BB | HS  | Đ    | Lên hay xuống hạng           |
| -- | ---------------------------- | -- | -- | - | -- | -- | -- | --- | ---- | ---------------------------- |
| 1  | Carterton (C) (P)            | 26 | 21 | 3 | 2  | 74 | 23 | +51 | 66   | Lên chơi tạiPremier Division |
| 2  | Cheltenham Saracens          | 26 | 20 | 4 | 2  | 65 | 26 | +39 | 64   |                              |
| 3  | Hook Norton                  | 26 | 18 | 3 | 5  | 66 | 28 | +38 | 57   |                              |
| 4  | Fairford Town                | 26 | 18 | 3 | 5  | 60 | 27 | +33 | 57   |                              |
| 5  | Easington Sports             | 26 | 13 | 5 | 8  | 63 | 41 | +22 | 44   |                              |
| 6  | North Leigh United           | 26 | 10 | 2 | 14 | 52 | 62 | −10 | 32   |                              |
| 7  | Purton                       | 26 | 7  | 9 | 10 | 43 | 44 | −1  | 30   |                              |
| 8  | Shrivenham                   | 26 | 8  | 6 | 12 | 31 | 42 | −11 | 30   |                              |
| 9  | Letcombe                     | 26 | 7  | 9 | 10 | 28 | 40 | −12 | 30   |                              |
| 10 | Shortwood United Res.        | 26 | 8  | 5 | 13 | 47 | 62 | −15 | 028a |                              |
| 11 | Cirencester Town Development | 26 | 7  | 6 | 13 | 48 | 53 | −5  | 27   |                              |
| 12 | Clanfield                    | 26 | 5  | 7 | 14 | 34 | 58 | −24 | 22   |                              |
| 13 | New College Swindon          | 26 | 4  | 2 | 20 | 25 | 68 | −43 | 14   |                              |
| 14 | Tytherington Rocks           | 26 | 3  | 2 | 21 | 22 | 84 | −62 | 11   |                              |

Cập nhật đến ngày 20 tháng 4 năm 2016
Nguồn: Hellenic League, Non League Matters

aShortwood United Dự bị bị trừ 1 điểm vì phạm luật trong trận đấu với Letcombe ngày 26 tháng 9.
Quy tắc xếp hạng: 1. Điểm; 2. Hiệu số bàn thắng; 3. Số bàn thắng.
(VĐ) = Vô địch; (XH) = Xuống hạng; (LH) = Lên hạng; (O) = Thắng trận Play-off; (A) = Lọt vào vòng sau. 
Chỉ được áp dụng khi mùa giải chưa kết thúc: 
(Q) = Lọt vào vòng đấu cụ thể của giải đấu đã nêu; (TQ) = Giành vé dự giải đấu, nhưng chưa tới vòng đấu đã nêu.